# Кларкс-Самміт (Пенсільванія)
Кларкс-Самміт (англ. Clarks Summit) — місто (англ. borough) в США, в окрузі Лекаванна штату Пенсільванія. Населення — 5107 осіб (2020).

## Географія
Кларкс-Самміт розташований за координатами 41°29′25″ пн. ш. 75°42′23″ зх. д. / 41.49028° пн. ш. 75.70639° зх. д. (41.490237, -75.706509).  За даними Бюро перепису населення США в 2010 році місто мало площу 4,11 км², уся площа — суходіл.

## Демографія
Згідно з переписом 2010 року, у селищі мешкало 5116 осіб у 2216 домогосподарствах у складі 1407 родин. Густота населення становила 1246 осіб/км².  Було 2324 помешкання (566/км²).
Расовий склад населення:
| - 97,0 % — білих - 1,2 % — азіатів - 0,7 % — чорних або афроамериканців |

До двох чи більше рас належало 0,7 %. Частка іспаномовних становила 1,4 % від усіх жителів.
За віковим діапазоном населення розподілялося таким чином: 21,3 % — особи молодші 18 років, 58,3 % — особи у віці 18—64 років, 20,4 % — особи у віці 65 років та старші. Медіана віку мешканця становила 45,4 року. На 100 осіб жіночої статі у селищі припадало 85,9 чоловіків;  на 100 жінок у віці від 18 років та старших — 81,7 чоловіків також старших 18 років.
Середній дохід на одне домашнє господарство  становив 73 357 доларів США (медіана — 63 125), а середній дохід на одну сім'ю — 94 062 долари (медіана — 86 949). За межею бідності перебувало 2,0 % осіб, у тому числі 0,0 % дітей у віці до 18 років та 3,8 % осіб у віці 65 років та старших.
Цивільне працевлаштоване населення становило 2725 осіб. Основні галузі зайнятості: освіта, охорона здоров'я та соціальна допомога — 37,9 %, фінанси, страхування та нерухомість — 9,2 %, роздрібна торгівля — 9,0 %.